# Bjarki Már Elísson
Jarki Már Elísson (Reykjavik, 16 mei 1990) is een IJslandse handbalspeler die speelt bij het Duitse TBV Lemgo en in het nationale team van IJslands.
Elísson behaalde met het nationale ploeg de 14e plaats op het Wereldkampioenschap 2017.
In het seizoen 2019/20 werd Elísson met 216 goals de topscorder in de Handball-Bundesliga.